# Муслюмовское сельское поселение (Челябинская область)
Муслю́мовское се́льское поселе́ние — муниципальное образование в Кунашакском районе Челябинской области Российской Федерации. В рамках административно-территориального устройства муниципальное образование  соответствует административно-территориальной единице Муслюмовский сельсовет.
Административным центром — было село Муслюмово, в связи с его отселением, административным центром является посёлок Муслюмово.

## История
Статус и границы сельского поселения установлены Законом Челябинской области от 12 ноября 2004 года № 288-ЗО «О статусе и границах Кунашакского муниципального района и сельских поселений в его составе»

## Население
| 2002  | 2010  | 2011  | 2012  | 2013  | 2014  | 2015  |
| ----- | ----- | ----- | ----- | ----- | ----- | ----- |
| 5591  | ↘4556 | ↘4552 | ↗4824 | ↗5120 | ↗5248 | ↘5225 |
| 2016  | 2017  | 2018  | 2019  | 2020  | 2021  | 2023  |
| ↘5128 | ↘4960 | ↘4729 | ↘4566 | ↘4507 | ↘4238 | ↘4203 |

## Состав сельского поселения
| № | Населённый пункт | Тип населённого пункта          | Население |
| - | ---------------- | ------------------------------- | --------- |
| 1 | Карагайлы        | посёлок                         | ↘7        |
| 2 | Муслюмово        | посёлок железнодорожной станции | ↗2654     |
| 3 | Муслюмово        | село, административный центр    | ↘464      |
| 4 | Новое Курманово  | село                            | ↘484      |
| 5 | Нугуманово       | село                            | ↘321      |
| 6 | Разъезд № 5      | посёлок                         | ↗48       |
| 7 | Султаново        | деревня                         | ↘265      |
| 8 | Сураково         | деревня                         | ↘313      |

### Упразднённые населённые пункты
Ветка — упразднённый в 1995 году посёлок.